# Lethrus lopatini
Lethrus lopatini är en skalbaggsart som beskrevs av Medvedev 1959. Lethrus lopatini ingår i släktet Lethrus och familjen tordyvlar. Inga underarter finns listade i Catalogue of Life.